# نزع الأكسجين
نزع الأكسجين (بالإنجليزية: Deoxygenation)‏ هو تفاعل كيميائي يتضمن نزع أو إزالة الأوكسجين الجزيئي (O2) من مزيج التفاعل أو من المذيب، أو إزالة ذرة أكسجين من متفاعل في الوسط.
أمثلة نمطية عن بعض تفاعلات نزع الأكسجين تشمل:
- تفاعل استبدال الهيدروجين بمجموعة الهيدروكسيل (A-OH → A-H) في تفاعل بارتون-ماكومبي.
- تفاعل استبدال ذرتي هيدروجين بمجموعة أوكسو في تفاعل وولف-كيشنر.